# Agraulis vanillae
Agraulis vanillae — денний метелик-геліконід з родини німфалід, єдиний вид роду Agraulis. Великий, яскраво-помаранчевий метелик. Поширений у Західній півкулі.
Вид поліморфний, описано декілька підвидів

## Опис
Метелик помаранчевого кольору, належить до комплексу видів з мюллерівською мімікрією, куди входять також отруйні данаїди.
Розмах крил складає 6,4 — 7,3 см. Поблизу основи переднього краю переднього крила наявно 2-3 білі плями з чорним облямуванням. Зовнішній край заднього крила має широку темну смугу з помаранчевими плямами. На нижній поверхні обох пар крил знаходяться сріблясті переливчасті плями.

### Личинка
Гусениці старших стадій темні: бурі, чорні чи пурпурові. На спині широка помаранчева поздовжня смуга, по боках — помаранчеві та білі смужки. Вони також мають 6 рядів гіллястих шипів.

## Спосіб життя
Самиця відкладає майже циліндричні жовті яйця з пласким дном та звужені до верхівки. Личинки розвиваються на рослинах роду пасифлора. Природними ворогами гусениць є бакуловіруси, які викликають ядерний поліедроз. Лялечка характерна для інших сонцевиків. Імаго є запилювачами низки квіткових рослин. Якщо потривожити метелика, він випускає з черевця речовини з неприємним запахом, які, ймовірно, відлякують комахоїдних птахів.
За рік розвивається 2-3 генерації метеликів.

## Ареал
Зустрічається від південних регіонів США (затоки Сан-Франциско) по всій Центральній та Південній Америці до північних районів Уругваю та Аргентини.